# Гасанов, Керем Аваз оглы
Гасанов Керем Аваз оглы (азерб. Kərəm Əvəz oğlu Həsənov; род. 2 августа 1969, Джалилабадский район); — помощник Президента Азербайджанской Республики, начальник отдела государственного контроля Администрации Президента Азербайджанской Республики (с 2019 года), государственный советник 1-го класса.

## Биография
Керем Аваз оглы Гасанов родился 2 августа 1969 года в Джалилабадском районе. В 1986 году поступил в Азербайджанский институт народного хозяйства имени Дадаша Бюнядзаде. В 1988—1989 годах проходил военную службу в Москве. В 1992 году с отличием окончил Азербайджанский государственный экономический институт (Азербайджанский институт народного хозяйства имени Дадаша Бюнядзаде), получив специальность экономиста.
С 1992 по 2000 годы работал в Комитете государственной антимонопольной политики и поддержки предпринимательства Азербайджанской Республики, продвигаясь по карьерной лестнице от специалиста до начальника отдела. В 2000—2001 годах занимал должности заместителя директора департамента, директора департамента и заместителя министра в Министерстве государственного имущества Азербайджанской Республики. С 16 сентября 2001 года по 16 сентября 2005 года занимал должность директора Департамента управления государственным имуществом и приватизации Министерства экономического развития Азербайджанской Республики.
16 сентября 2005 года, в соответствии с распоряжением Президента Азербайджанской Республики, на базе Департамента управления государственным имуществом и приватизации было создано Государственный комитет по управлению государственным имуществом Азербайджанской Республики, председателем которого был назначен Керем Гасанов. Он занимал эту должность до 19 мая 2009 года.
19 мая 2009 года, согласно указу Президента Азербайджанской Республики, Государственный комитет по управлению государственным имуществом был упразднен, и на его базе был создан Государственный комитет по вопросам имущества Азербайджанской Республики, председателем которого был назначен Керем Гасанов.
29 ноября 2019 года распоряжением Президента Азербайджанской Республики был назначен помощником Президента Азербайджанской Республики — начальником отдела государственного контроля Администрации Президента Азербайджанской Республики.

## Награды
- 1 августа 2019 года За плодотворную деятельность в организации государственного управления в области имущественных вопросов в Азербайджанской Республике был награждён орденом «За службу Отечеству» II степени[2].

## Семья
Является братом депутата Малика Гасанова.